# Liste der Nummer-eins-Hits in den Niederlanden (1998)
Dies ist eine Liste der Nummer-eins-Hits in den Niederlanden im Jahr 1998. Sie basiert auf den Nederlandse-Top-40-Singlecharts von Radio 538 und den von der GfK ermittelten Dutch Album Top 100.
In diesem Jahr gab es 14 Nummer-eins-Singles und 16 Nummer-eins-Alben.

## Singles
| ← 1997 ← | Liste der Nummer-eins-Hits in den Niederlanden | Liste der Nummer-eins-Hits in den Niederlanden | Liste der Nummer-eins-Hits in den Niederlanden | 1999 →                    |
| \| Zeitraum \| Wo. ges. \| Interpret \| Titel Autor(en) \| Zusätzliche Informationen \| \| (Zeitraum, Wochen auf Platz eins, Interpret, Titel, Autor[en], zusätzliche Informationen) \| \| \| \| \| \| ----------------------------------------------------------------------------------------- \| -------- \| ----------------------------------------- \| -------------------------------------------------------------------------------------------------------------------------------------------------------- \| ------------------------- \| \| 27. Dezember 1997 – 9. Januar 1998 2 Wochen \| 2 \| Barbra Streisand & Céline Dion \| Tell Him David Walter Foster, Linda Thompson-Jenner, Walter N. Afanasieff \| – \| \| 10. Januar 1998 – 30. Januar 1998 3 Wochen \| 3 \| Run-D.M.C. vs. Jason Nevins \| It’s Like That Lawrence Smith, Joseph Ward Simmons, Darryl Matthews McDaniels \| – \| \| 31. Januar 1998 – 20. Februar 1998 3 Wochen \| 3 \| Janet \| Together Again Janet Jackson, James Samuel Harris III, Terry Steven Lewis \| – \| \| 21. Februar 1998 – 1. Mai 1998 10 Wochen \| 10 \| Céline Dion \| My Heart Will Go On Will Jennings, James Horner \| – \| \| 2. Mai 1998 – 29. Mai 1998 4 Wochen \| 4 \| K-Ci & JoJo \| All My Life Joel Lamonte Hailey, Rory A. Bennett \| – \| \| 30. Mai 1998 – 19. Juni 1998 3 Wochen \| 3 \| The Soca Boys \| Follow the Leader Nigel Hayden Lewis \| – \| \| 20. Juni 1998 – 10. Juli 1998 3 Wochen \| 3 \| Pras Michel feat. Ol’ Dirty Bastard & Mýa \| Ghetto Supastar (That Is What You Are) Nel Wyclef Jean, Samuel Prakazrel Michel, Russell T. Jones, Barry Alan Gibb, Robin Hugh Gibb, Maurice Ernest Gibb \| – \| \| 11. Juli 1998 – 31. Juli 1998 3 Wochen \| 3 \| Brandy & Monica \| The Boy Is Mine LaShawn Ameen Daniels, Rodney Roy Jerkins, Brandy Norwood, Fred Jerkins III, Japhe Tejeda \| – \| \| 1. August 1998 – 21. August 1998 3 Wochen \| 3 \| Marco Borsato \| De bestemming John O. C. W. Ewbank \| – \| \| 22. August 1998 – 25. September 1998 5 Wochen \| 5 \| Des’ree \| Life Prince Sampson, Desree Annette Weekes \| – \| \| 26. September 1998 – 2. Oktober 1998 1 Woche \| 1 \| Faithless \| God Is a DJ Ayalah Deborah Bentovim, James David Catto, Rowland Constantine O’Malley Armstrong, Maxwell Alexander Fraser \| – \| \| 3. Oktober 1998 – 20. November 1998 7 Wochen \| 7 \| Boyzone \| No Matter What Musik: Andrew Lloyd Webber; Text: Jim Steinman \| – \| \| 21. November 1998 – 18. Dezember 1998 4 Wochen \| 4 \| Vengaboys \| Boom, Boom, Boom, Boom!! Dennis William van den Driesschen, Wessel van Diepen, Benny Goran Bror Andersson, Björn K. Ulvaeus \| – \| \| 19. Dezember 1998 – 15. Januar 1999 4 Wochen \| 4 \| Emilia \| Big Big World Emilia Hanna Rydberg, Lars Olof Stig Andersson \| – \| |                                                |                                                | |                           |
| ← 1997 |                                                |                                                | | → 1999 →                  |
| Zeitraum | Wo. ges.                                       | Interpret                                      | Titel Autor(en) | Zusätzliche Informationen |
| (Zeitraum, Wochen auf Platz eins, Interpret, Titel, Autor[en], zusätzliche Informationen) |                                                |                                                | |                           |
| 27. Dezember 1997 – 9. Januar 1998 2 Wochen | 2                                              | Barbra Streisand & Céline Dion                 | Tell Him David Walter Foster, Linda Thompson-Jenner, Walter N. Afanasieff                                                                                | –                         |
| 10. Januar 1998 – 30. Januar 1998 3 Wochen | 3                                              | Run-D.M.C. vs. Jason Nevins                    | It’s Like That Lawrence Smith, Joseph Ward Simmons, Darryl Matthews McDaniels                                                                            | –                         |
| 31. Januar 1998 – 20. Februar 1998 3 Wochen | 3                                              | Janet                                          | Together Again Janet Jackson, James Samuel Harris III, Terry Steven Lewis                                                                                | –                         |
| 21. Februar 1998 – 1. Mai 1998 10 Wochen | 10                                             | Céline Dion                                    | My Heart Will Go On Will Jennings, James Horner | –                         |
| 2. Mai 1998 – 29. Mai 1998 4 Wochen | 4                                              | K-Ci & JoJo                                    | All My Life Joel Lamonte Hailey, Rory A. Bennett | –                         |
| 30. Mai 1998 – 19. Juni 1998 3 Wochen | 3                                              | The Soca Boys                                  | Follow the Leader Nigel Hayden Lewis | –                         |
| 20. Juni 1998 – 10. Juli 1998 3 Wochen | 3                                              | Pras Michel feat. Ol’ Dirty Bastard & Mýa      | Ghetto Supastar (That Is What You Are) Nel Wyclef Jean, Samuel Prakazrel Michel, Russell T. Jones, Barry Alan Gibb, Robin Hugh Gibb, Maurice Ernest Gibb | –                         |
| 11. Juli 1998 – 31. Juli 1998 3 Wochen | 3                                              | Brandy & Monica                                | The Boy Is Mine LaShawn Ameen Daniels, Rodney Roy Jerkins, Brandy Norwood, Fred Jerkins III, Japhe Tejeda                                                | –                         |
| 1. August 1998 – 21. August 1998 3 Wochen | 3                                              | Marco Borsato                                  | De bestemming John O. C. W. Ewbank | –                         |
| 22. August 1998 – 25. September 1998 5 Wochen | 5                                              | Des’ree                                        | Life Prince Sampson, Desree Annette Weekes | –                         |
| 26. September 1998 – 2. Oktober 1998 1 Woche | 1                                              | Faithless                                      | God Is a DJ Ayalah Deborah Bentovim, James David Catto, Rowland Constantine O’Malley Armstrong, Maxwell Alexander Fraser                                 | –                         |
| 3. Oktober 1998 – 20. November 1998 7 Wochen | 7                                              | Boyzone                                        | No Matter What Musik: Andrew Lloyd Webber; Text: Jim Steinman                                                                                            | –                         |
| 21. November 1998 – 18. Dezember 1998 4 Wochen | 4                                              | Vengaboys                                      | Boom, Boom, Boom, Boom!! Dennis William van den Driesschen, Wessel van Diepen, Benny Goran Bror Andersson, Björn K. Ulvaeus                              | –                         |
| 19. Dezember 1998 – 15. Januar 1999 4 Wochen | 4                                              | Emilia                                         | Big Big World Emilia Hanna Rydberg, Lars Olof Stig Andersson                                                                                             | –                         |

## Alben
| ← 1997 ← | Liste der Nummer-eins-Hits in den Niederlanden | Liste der Nummer-eins-Hits in den Niederlanden | Liste der Nummer-eins-Hits in den Niederlanden      | 1999 →                    |
| \| Zeitraum \| Wo. ges. \| Interpret \| Titel \| Zusätzliche Informationen \| \| (Zeitraum, Wochen auf Platz eins, Interpret, Titel, zusätzliche Informationen) \| \| \| \| \| \| ------------------------------------------------------------------------------ \| -------- \| ----------------- \| --------------------------------------------------- \| ------------------------- \| \| 29. November 1997 – 30. Januar 1998 9 Wochen (insgesamt 11) \| 11 \| Céline Dion \| Let’s Talk About Love \| – \| \| 31. Januar 1998 – 13. Februar 1998 2 Wochen \| 2 \| René Froger \| Home Again \| – \| \| 14. Februar 1998 – 20. Februar 1998 1 Woche (insgesamt 11) \| 11 \| Céline Dion \| Let’s Talk About Love \| – \| \| 21. Februar 1998 – 27. Februar 1998 1 Woche (insgesamt 2) \| 2 \| James Horner \| Titanic: Music from the Motion Picture (Soundtrack) \| – \| \| 28. Februar 1998 – 13. März 1998 2 Wochen \| 2 \| Eros Ramazzotti \| Eros \| – \| \| 14. März 1998 – 27. März 1998 2 Wochen \| 2 \| De Kast \| Noorderzon \| – \| \| 28. März 1998 – 10. April 1998 2 Wochen (insgesamt 4) \| 4 \| Madonna \| Ray of Light \| – \| \| 11. April 1998 – 17. April 1998 1 Woche (insgesamt 2) \| 2 \| James Horner \| Titanic: Music from the Motion Picture (Soundtrack) \| – \| \| 18. April 1998 – 8. Mai 1998 3 Wochen \| 3 \| Frans Bauer \| Wat ik je zeggen wil \| – \| \| 9. Mai 1998 – 22. Mai 1998 2 Wochen (insgesamt 4) \| 4 \| Madonna \| Ray of Light \| – \| \| 23. Mai 1998 – 5. Juni 1998 2 Wochen (insgesamt 11) \| 11 \| Céline Dion \| Let’s Talk About Love \| – \| \| 6. Juni 1998 – 17. Juli 1998 6 Wochen \| 6 \| Total Touch \| This Way \| – \| \| 18. Juli 1998 – 14. August 1998 4 Wochen \| 4 \| Acda en De Munnik \| Acda en de Munnik \| – \| \| 15. August 1998 – 21. August 1998 1 Woche (insgesamt 6) \| 6 \| Ilse DeLange \| World of Hurt \| – \| \| 22. August 1998 – 18. September 1998 4 Wochen \| 4 \| Marco Borsato \| De bestemming \| – \| \| 19. September 1998 – 16. Oktober 1998 4 Wochen \| 4 \| Acda en De Munnik \| Naar huis \| – \| \| 17. Oktober 1998 – 23. Oktober 1998 1 Woche \| 1 \| De Dijk \| Het beste van \| – \| \| 24. Oktober 1998 – 6. November 1998 2 Wochen \| 2 \| Phil Collins \| … Hits \| – \| \| 7. November 1998 – 20. November 1998 2 Wochen \| 2 \| Boyzone \| Where We Belong \| – \| \| 21. November 1998 – 22. Januar 1999 9 Wochen \| 9 \| U2 \| The Best of 1980–1990 \| – \| |                                                |                                                |                                                     |                           |
| ← 1997 |                                                |                                                |                                                     | → 1999 →                  |
| Zeitraum | Wo. ges.                                       | Interpret                                      | Titel                                               | Zusätzliche Informationen |
| (Zeitraum, Wochen auf Platz eins, Interpret, Titel, zusätzliche Informationen) |                                                |                                                |                                                     |                           |
| 29. November 1997 – 30. Januar 1998 9 Wochen (insgesamt 11) | 11                                             | Céline Dion                                    | Let’s Talk About Love                               | –                         |
| 31. Januar 1998 – 13. Februar 1998 2 Wochen | 2                                              | René Froger                                    | Home Again                                          | –                         |
| 14. Februar 1998 – 20. Februar 1998 1 Woche (insgesamt 11) | 11                                             | Céline Dion                                    | Let’s Talk About Love                               | –                         |
| 21. Februar 1998 – 27. Februar 1998 1 Woche (insgesamt 2) | 2                                              | James Horner                                   | Titanic: Music from the Motion Picture (Soundtrack) | –                         |
| 28. Februar 1998 – 13. März 1998 2 Wochen | 2                                              | Eros Ramazzotti                                | Eros                                                | –                         |
| 14. März 1998 – 27. März 1998 2 Wochen | 2                                              | De Kast                                        | Noorderzon                                          | –                         |
| 28. März 1998 – 10. April 1998 2 Wochen (insgesamt 4) | 4                                              | Madonna                                        | Ray of Light                                        | –                         |
| 11. April 1998 – 17. April 1998 1 Woche (insgesamt 2) | 2                                              | James Horner                                   | Titanic: Music from the Motion Picture (Soundtrack) | –                         |
| 18. April 1998 – 8. Mai 1998 3 Wochen | 3                                              | Frans Bauer                                    | Wat ik je zeggen wil                                | –                         |
| 9. Mai 1998 – 22. Mai 1998 2 Wochen (insgesamt 4) | 4                                              | Madonna                                        | Ray of Light                                        | –                         |
| 23. Mai 1998 – 5. Juni 1998 2 Wochen (insgesamt 11) | 11                                             | Céline Dion                                    | Let’s Talk About Love                               | –                         |
| 6. Juni 1998 – 17. Juli 1998 6 Wochen | 6                                              | Total Touch                                    | This Way                                            | –                         |
| 18. Juli 1998 – 14. August 1998 4 Wochen | 4                                              | Acda en De Munnik                              | Acda en de Munnik                                   | –                         |
| 15. August 1998 – 21. August 1998 1 Woche (insgesamt 6) | 6                                              | Ilse DeLange                                   | World of Hurt                                       | –                         |
| 22. August 1998 – 18. September 1998 4 Wochen | 4                                              | Marco Borsato                                  | De bestemming                                       | –                         |
| 19. September 1998 – 16. Oktober 1998 4 Wochen | 4                                              | Acda en De Munnik                              | Naar huis                                           | –                         |
| 17. Oktober 1998 – 23. Oktober 1998 1 Woche | 1                                              | De Dijk                                        | Het beste van                                       | –                         |
| 24. Oktober 1998 – 6. November 1998 2 Wochen | 2                                              | Phil Collins                                   | … Hits                                              | –                         |
| 7. November 1998 – 20. November 1998 2 Wochen | 2                                              | Boyzone                                        | Where We Belong                                     | –                         |
| 21. November 1998 – 22. Januar 1999 9 Wochen | 9                                              | U2                                             | The Best of 1980–1990                               | –                         |

## Jahreshitparaden
| ← 1997 ← | Liste der Nummer-eins-Hits in den Niederlanden | Liste der Nummer-eins-Hits in den Niederlanden                   | Liste der Nummer-eins-Hits in den Niederlanden | 1999 →   |
| \| Singles \| Position# \| Alben \| \| ------------------------------------------------------------------------------------------------------------------------- \| --------- \| ---------------------------------------------------------------- \| \| My Heart Will Go On Céline Dion Will Jennings, James Horner \| 1 \| De bestemming Marco Borsato \| \| Niet of nooit geweest Acda en de Munnik Thomas Acda, Paul F. de Munnik \| 2 \| Let’s Talk About Love Céline Dion \| \| Zelfs je naam is mooi … Henk Westbroek Musik: René Meister; Text: Hendrik Westbroek \| 3 \| Eros Eros Ramazzotti \| \| Together Again Janet Janet Jackson, James Samuel Harris III, Terry Steven Lewis \| 4 \| Ray of Light Madonna \| \| We Like to Party (The Vengabus) Vengaboys Dennis William van den Driesschen, Wessel van Diepen \| 5 \| The Best of 1980–1990 U2 \| \| Life Des’ree Prince Sampson, Desree Annette Weekes \| 6 \| Together Alone Anouk \| \| No Matter What Boyzone Musik: Andrew Lloyd Webber; Text: Jim Steinman \| 7 \| Titanic: Music from the Motion Picture (Soundtrack) James Horner \| \| The Boy Is Mine Brandy & Monica LaShawn Ameen Daniels, Rodney Roy Jerkins, Brandy Norwood, Fred Jerkins III, Japhe Tejeda \| 8 \| Era \| \| Hou me vast Volumia! Alexander de Buisonje \| 9 \| This Way Total Touch \| \| Afscheid Volumia! Alexander de Buisonje \| 10 \| Volumia! \| |                                                |                                                                  |                                                |          |
| ← 1997 |                                                |                                                                  |                                                | → 1999 → |
| Singles | Position#                                      | Alben                                                            |                                                |          |
| My Heart Will Go On Céline Dion Will Jennings, James Horner | 1                                              | De bestemming Marco Borsato                                      |                                                |          |
| Niet of nooit geweest Acda en de Munnik Thomas Acda, Paul F. de Munnik | 2                                              | Let’s Talk About Love Céline Dion                                |                                                |          |
| Zelfs je naam is mooi … Henk Westbroek Musik: René Meister; Text: Hendrik Westbroek | 3                                              | Eros Eros Ramazzotti                                             |                                                |          |
| Together Again Janet Janet Jackson, James Samuel Harris III, Terry Steven Lewis | 4                                              | Ray of Light Madonna                                             |                                                |          |
| We Like to Party (The Vengabus) Vengaboys Dennis William van den Driesschen, Wessel van Diepen | 5                                              | The Best of 1980–1990 U2                                         |                                                |          |
| Life Des’ree Prince Sampson, Desree Annette Weekes | 6                                              | Together Alone Anouk                                             |                                                |          |
| No Matter What Boyzone Musik: Andrew Lloyd Webber; Text: Jim Steinman | 7                                              | Titanic: Music from the Motion Picture (Soundtrack) James Horner |                                                |          |
| The Boy Is Mine Brandy & Monica LaShawn Ameen Daniels, Rodney Roy Jerkins, Brandy Norwood, Fred Jerkins III, Japhe Tejeda | 8                                              | Era                                                              |                                                |          |
| Hou me vast Volumia! Alexander de Buisonje | 9                                              | This Way Total Touch                                             |                                                |          |
| Afscheid Volumia! Alexander de Buisonje | 10                                             | Volumia!                                                         |                                                |          |